# Judith Siegmund
Judith Siegmund (* 17. Juli 1965) ist eine deutsche Philosophin und Künstlerin; seit 2021 ist sie Professorin für Philosophische Ästhetik an der Zürcher Hochschule der Künste.

## Leben
Siegmund wuchs vorwiegend in Rostock auf. Von 1985 bis 1991 studierte sie Malerei und Grafik an der Hochschule für Bildende Künste in Dresden. Auf das Diplom folgte von 1991 bis 1993 ein Aufbaustudium der Kunst an der Staatlichen Akademie der Bildenden Künste Stuttgart. Von 1995 bis 2001 absolvierte Siegmund ein Magisterstudium der Philosophie zunächst an der FU Berlin, dann an der Universität Potsdam. Im Jahre 2007 wurde sie an der Universität Potsdam in Philosophie mit der Dissertation Die Evidenz der Kunst promoviert. Sie war Stipendiatin der Heinrich-Böll-Stiftung. Von 2011 bis 2018 war sie Juniorprofessorin für Theorie der Gestaltung/Ästhetische Theorie mit einer Teildenomination für Gendertheorie an der Universität der Künste Berlin. 2015/2016 hatte sie die Vertretung einer Professur für Geschichte der Philosophie an der FU Berlin inne. Von 2018 bis 2021 war sie Professorin für Gegenwartsästhetik an der Staatlichen Hochschule für Musik und Darstellende Kunst Stuttgart. Seit 2021 ist sie Professorin für Philosophische Ästhetik an der Zürcher Hochschule der Künste.

## Forschungsschwerpunkte
Siegmunds gegenwärtige Forschungsschwerpunkte umfassen ästhetische Theorie, Kunsttheorie, Kunstphilosophie und Kunstsoziologie, insb. Produktionsästhetik und Handlungstheorie; ferner Musikästhetik, Kultursoziologie, Erkenntnistheorie und Phänomenologie.

In der Dissertation Die Evidenz der Kunst wird eine Kunsttheorie entwickelt, die das Kunstwerk als einen Kommunikationsträger fasst, der im Modus einer „doppelten Alterität“ zwischen Produzenten und Rezipienten steht.

## Künstlerische Arbeit
Seit Beginn der 1990er Jahre ist Siegmund insbesondere im Bereich der partizipatorischen Konzeptkunst mit Videoarbeiten sowie multimedialen Installationen und dokumentarischen Büchern an die Öffentlichkeit getreten. Charakteristisch für ihre Arbeitsweise (etwa in der mehrteiligen Serie „Soziale Geräusche“) ist der Versuch, durch partizipatorische Verfahren wie Interviews und Fragebögen die von privaten Erfahrungen geprägten Alltagsdiskurse unterschiedlicher Teilnehmer einzufangen und – ästhetisch transformiert, aber inhaltlich ungefiltert – in den öffentlichen Raum zurückzuspiegeln. Typische Präsentationsform ist daher neben dem Video die Schriftinstallation. Charakteristische Themen sind Alltagsrassismus, Lebensbedingungen in innereuropäischen Grenzregionen, Arbeit, Armut und Konsum, geschichtliche Erinnerung, aber auch Prostitution. Der Fokus liegt, soweit diese Themen eine politische Dimension haben, nicht auf Skandalisierung oder Viktimisierung, sondern darauf, der sozialen Alltagserfahrung eine Stimme zu geben und ihr Irritationspotenzial wiederherzustellen.

## Schriften (Auswahl)
- Die Evidenz der Kunst. Künstlerisches Handeln als ästhetische Kommunikation. Bielefeld 2007.[4]
- Eine Frage der Angemessenheit. Ästhetik als Philosophie der Kunst. In: Sabine Sander, Melanie Sachs (Hg.): Die Permanenz des Ästhetischen. Wiesbaden 2009, S. 41–54.
- Is There a Quintessential Meaning for the Concept of Creativity? In: Trópos. Journal of Hermeneutics and Philosophical Criticism, No. 2/2011: Re-thinking Creativity: Between Art and Philosophy. ed. by Alessandro Bertinetto, Alberto Martinengo, S. 11–28.
- Was ist das Andere des Prekären? Überlegungen zu prekärer Arbeit heute. In: Zeitschrift für Geschlechterforschung und visuelle Kultur, Heft 53/Juni 2012, S. 52–62.
- Hg. mit Daniel Feige: Kunst und Handlung. Ästhetische und handlungstheoretische Perspektiven. Bielefeld 2015.
- L’art pour l’art und Zweckfreiheit. Zum Verhältnis von soziologischem und philosophischem Autonomiebegriff. In: Uta Karstein, Nina Tessa Zahner (Hg.): Autonomie der Kunst? Zur Aktualität eines gesellschaftlichen Leitbildes. Wiesbaden 2016, S. 87–104.
- Empathie und Verkörperung im Material. Überlegungen zur dokumentarischen Filmarbeit. In: Malte Hagener, Íngrid Vendrell Ferran (Hg.): Empathie im Film. Perspektiven der Ästhetischen Theorie, Phänomenologie und Analytischen Philosophie. Bielefeld 2017, S. 213–235.
- (Hg.) Wie verändert sich Kunst, wenn man sie als Forschung versteht? Bielefeld 2016.
- Zweck und Zweckfreiheit. Zum Funktionswandel der Künste im 21. Jahrhundert. Stuttgart 2019.
- (Hg.) Handbuch Kunstphilosophie. Stuttgart 2022.

## Videos, Projekte und Ausstellungen (Auswahl)
- 1995: Gespräche im Stahlhaus, Stiftung Bauhaus Dessau[5]
- 2000: Soziale Geräusche III, Museum Junge Kunst, Frankfurt (Oder) / Słubice[6]
- 2001: Soziale Geräusche Graz, Forum Stadtpark Graz[7]
- 2004: Fremde Freier [Video]
- 2006: „Meine besten Wünsche für den gefallenen Engel“ [Video]
- 2006: Berufung – Job – Maloche (Hannah-Arendt-Lesekurse)
- 2006: Hannah-Arendt-Denkraum, ehem. jüdische Mädchenschule Berlin-Mitte, Akademie der Künste Berlin (Gruppenausstellung)
- 2010: Zu wenig zu viel? [Video]
- 2012: Kunst-am-Bau-Arbeit (Schriftinstallation) im Diagnostisch-Internistisch-Neurologischen Zentrum des Universitätsklinikums Carl Gustav Carus Dresden
- 2016: As Rights Go By. Über Rechtsverlust und Rechtlosigkeit, freiraum Q21 INTERNATIONAL/MuseumsQuartier Wien (Gruppenausstellung)[8]